# Brookline (Missouri)
Brookline é uma vila localizada no estado americano de Missouri, no Condado de Greene.

## Demografia
Segundo o censo americano de 2000, a sua população era de 326 habitantes. 
Em 2006, foi estimada uma população de 367, um aumento de 41 (12.6%).

## Geografia
De acordo com o United States Census Bureau tem uma área de 
10,4 km², dos quais 10,4 km² cobertos por terra e 0,0 km² cobertos por água. Brookline localiza-se a aproximadamente 341 m acima do nível do mar.

## Localidades na vizinhança
O diagrama seguinte representa as localidades num raio de 20 km ao redor de Brookline. 